# 福田駅 (長野県)
福田駅（ふくだえき）は、かつて長野県小県郡泉田村（現・上田市）に存在した、上田温泉電軌青木線の停留場。

## 概要
現在の千曲バス福田停留所付近にあった。当該駅は上田原駅から先が単線の時代は交換設備のある停車場であったが、変則複線化されると要らずの長物となり取り払われ停留場に降格している。
待合室は近隣の和菓子店にあったとされている。和菓子店自体は路線廃止後も営業しているが、旧駅待合室は残っていない。

## 隣の駅
上田温泉電軌
青木線
宮島駅 - 福田駅 - 古吉町駅